# Дармштадт 98
«Дармшта́дт 98» (нім. «SV Darmstadt 98») — німецький футбольний клуб з міста Дармштадт. Заснований 22 травня 1898 року.

## Історія
Історія однієї з найстаріших футбольних команд Німеччини, зокрема гессенської землі і регіону Рейн-Майн, і увібрала чимало історичних віх цієї країни. Від часів створення спортивних гуртків, до спортивного товариства, а вже поготів і до професійного клубу.

### 1898—1918 роки (зачатки футбольної команди в Дармштадті і футбол в часи війни)

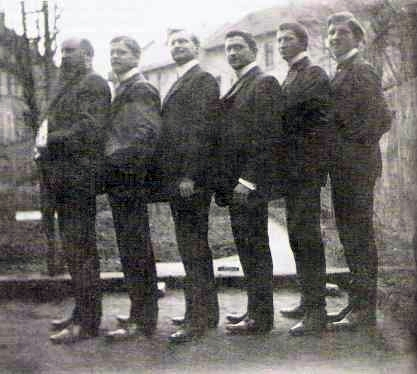
Енсграбер і його команда

Славу зачинателя футболу на півдні землі Гессен отримав місцевий учитель — професор Енсграбер, який разом зі своїми дітьми та їхніми однолітками створив спортивне товариство, в якому культивувалися різні види тогочасних спортивних ігор та змагань. Однією із таких була гра в м'яч (привезена з далекої Англії), який вони ганяли в закинутому саду місцевого замку (Schlossgartenplatz). Саме 5 дітей Енсграбера: Фріц, Бернхард, Карл, Вільгельм, Ернст та їхні шкільні товариші й сформували навесні першу футбольну дружину міста. Так, 22 травня 1898 року, постала перша футбольна команда Дармштадта — «ФК Олімпія 1898 Дармштадт» (FK Olympia 1898 Darmstadt). Ця команда, сформована з учнів старших класів школи, почала грати з іншими розрізненими групами та командами. А з часом нова гра ставала чимраз популярнішою і вже в усіх школах міста й довкола почали в неї грати.
Популярність гри насторожувала консервативну спільноту міста, а почувши про сутички та масові бійки англійських футболістів, тоді очільники міста заборонили її на теренах краю в 1901 році. Але масове захоплення грою уже не можна було спинити, і в 1903 році заборону відмінили. Відтоді команда почала уже повноцінно грати в товариських турнірах та іграх, а коли почали формуватися перші регіональні ліги-турніри — вони стали їхніми повноцінними учасниками. До сучасників дійшли декотрі результати тих часів: так командою з Дармштадта в 1908 році була побита (з рахунком 14:1) команда переможець землі Саар «Völklingen 03». До першої світової війни «олімпійці» грали у вищих земельних лігах Гессену чи Рейну, правда значних успіхів не добивалися, поступаючись командам з Кайзерслаутена, Мангейма (найбільший успіх прийшов у сезоні 1909/10 — 5-те місце Східного дивізіону Süddeutsche Fußballmeisterschaft).
Повноцінні першості земель розпочалися напередодні Першої світової війни, команда з Дармштадта також брала в них участь, але похвалитися особливими результатами не могла. Адже гравці команди ще виступали за свої студентські колективи (у студентських лігах) чи профспілково-робітничих лігах (що тоді почали також формуватися і конкурувати із регіональними лігами). Коли ж почалася війна, чимало гравців подалися до війська, тому футбольні змагання перейшли у зародковий рівень, а то й зовсім припинилися. Тому й мало, що відомо про команду «Дармштадт 98» в часи військового лихоліття.

### 1919—1933 роки («олімпійці» Дармштадта в часи становлення німецького футболу)
По Світовій війні та після осягнення Веймарських угод, німецьке суспільство почало приходити до тями, почали відроджуватися їх міста, економіка та суспільне життя, а футбол ставав уже його складовою. Масово почали формуватися і робітничі, і національні, і профспілкові команди та ліги. Саме в кількох таких лігах-турнірах брали участь «олімпійці» Дармштадта, що увійшли до числа засновників Німецької футбольної асоціації (Deutscher Fußball-Bund), яка опікувалася тими кількома самостійними першостями (земельних) асоціацій та співпрацювала з головними її учасниками.
Уже в 1919 році футболісти Дармштадта взяли участь в крайовому футбольному турнірі під егідою асоціації футболу Гессена (по міркам тогочасся, це був турнір вищої категорії, оскільки стикових ігор поміж переможцями ліг різних земель іще не проводилося). Перший сезон Крейсліги Гессена (Kreisliga Hessen), 1919/20 років, був невдалим для команди вона забила лише 20 м'ячів, а пропустила 60, відтак пасла задніх, 9 місце, в турнірній таблиці. Наступного сезону нічого не помінялося: знову майже 60 пропущених голів і знову 9 місце. А вже сезон 1921/22 років був вдалим, адже дармштадці піднялися на 3 сходинку турнірки, тому 8 місце в 1923 році — уже вважалося провалом. Довелося команді реабілітовуватися і їм це вдалося: 67 забитих м'ячів і лише 15 пропущених, сприяли тому, що команда «олімпійців» з Дармштадта стала найкращою командою Гессена в сезоні 1923/24 років.
Такий успіх призвів до того, що команду запросили до щойно сформованої вищої ліги землі Рейн (Bezirksliga Rhein). Три наступні сезони, з 1924 по 1927 роки, команда там посідала 6 турнірну сходинку, а Дармштадт побачив уже відоі футбольні колективи. В сезоні 1927/28 років «олімпійці» спробували себе в лізі Майнцу/Гессена (Bezirksliga Main/Hessen), але там склад учасників виявився набагато сильнішим і команда опустилася на нижчі щаблі турнірки та вилетіла до ліги рідного Гессену, що класом нижче. Крейсліга Гессена (Kreisliga Hessen) не дуже вражала сильними колективами в сезоні 1928/29 років, відтак команда знову виборола 1 місце й повернулася до Безірксліги Майнцу/Гессена.
Впродовж трьох сезонів, з 1929 по 1932 роки, «олімпійці Дармштадту» грали з найкращими командами земель Гессен та Майнцу, але суттєвої конкуренції так і вдалося вчинити. 6, 8 10 місця є підтвердженням важких ігор в одній із найкращих футбольних ліг Німеччини, в ті роки. Тож після останнього місця, команда змушена була знову стартувати в місцевій Крейслізі Гессена. Сезон 1932/33 років також став невдалим, команда посіла найнижче місце, одинадцяте, і це стало визначальним, оскільки в майбутньому вона не стала фаворитом навколополітичних рухів у спорті Німеччини.

### 1933—1945 роки (команда Дармштадту в часи нацистського правління)
Зима 1933 року стала наче вододіл аматорського різнобарв'я в німецькому спорті та футболі, зокрема. Однопартійці Гітлера саме через спорт намагалися втілити свої політичні та субнаціональні тезиси, відтак спортивні клуби стали ідеальними експериментальними майданчиками щодо впливу на масову культуру німців. Німецький спорт за 10 років (від 1933 по 1944 роки) увібрав був чимало негативних тогочасних практик (і екстремізм, і расову сегрегацію, і національний популізм), не оминула ця болячка і команду з Дармштадта (хоча, вони були мало не останнім острівком, що не одразу піддався спокусі легких грошей та суттєвих субвенцій від державного та політичного апарату націонал-соціалістів). Хоча, треба віддати належне, саме завдяки такому формуванню політично-спортивної вертикалі вдалося якісно (як показало майбутнє) структуризувати та вибудувати футбольну вертикаль в німецькому футболі: із розрізнених аматорських ліг до чіткої піраміди футбольних турнірів та професійних ліг. Що одразу ж спричинило до якісного та кількісного зростання в футболі Німеччини.
Різкі зміни в німецькому футболі застали «Дармштадт» в занепаді (гри не було, організаційні суперечки із гімнастами і фінансовий кризис), відтак команду зачислили лише в регіональну лігу Гессена (Bezirksklasse Hessen). Але керівникам клубу вдалося зберегти футболістів, тому команда тривалий час числилася фаворитом ліги, допоки не перемогла в ній, в 40-х роках. На жаль саме в той час військова кампанія уже велася на території країни і довелося припиняти футбольні змагання. Команда зав вісім сезонів, з 1933 по 1941 роки, постійно була у верхній частині турнірної таблиці, а на початку 40-х двічі вигравала свою регіональну лігу. Пробившись до найвищої футбольної ліги своєї землі Гауліга Гессена-Нассау команда одразу ж вчинила сенсацію, поступившись лише в фіналі і зайнявши 2 місце. Проте, наступного сезону, 1942/43 років, її чекало фіаско: пропустивши 64 голи в свої ворота, вони посіли 10-те, останнє місце і вилетіли з Гауліги Гессена-Нассау. Сезон 1943/44 років, коли Німеччину лихоманило і фронт звужувався довкола її теренів, чимало футболістів було забрано на фронт (так і не повернувшись звідти), але команда з Дармштадта таки перемогла в урізаному турнірі свого краю і знову пробилася до Гауліги. Але подальші військові лихоліття уже не давали можливості в проведенні спортивних турнірів, німецький футбол на високому й організаційному рівні припинив своє існування.

### 1945—1951 роки (післявоєнне становлення команди)
У поруйнованій Німеччині майже одразу почали відновлювати спортивні клуби-команди, щоби зайняти й відволікти залишки її жителів від гнітючої буденності репатріацій та повернення з полону батьків, дітей. Десь за півроку й було відроджено футбол у Дармштадті, в першу чергу завдяки поверненню з війни та полону гравців місцевих команд. «Дармштадт 98» заявився в регіональну, Ландеслігу Гессена (Landesliga Hessen), яка числилася 5-6-ю по значимості в країні, утвореною місцевою асоціацією футболу.
Завдяки уже набутому досвіду, в попередні й довоєнні роки, футболісти Дармштадта успішно виступали у своїй лізі, постійно перебуваючи у верхній частині турнірної таблиці. Під наставництвом граючого тренера Адама Кецка вони спинялися лише за кілька кроків від підвищення у класі в сезоні 1946/47 та 1948/49 років, посідавши 3 місце серед найкращих команд Гессену. А в 1949/1950 роках Адам та його підопічні таки перемогли в турнірі, посівши 1 місце, і були підвищенні у класі — одразу ж пробившись до Оберліги Зюд (Oberliga Süd), яка в ті часи вважалася головною та перспективною лігою країни, а на її базі, пізніше, й формувалася сучасна Бундесліга. Саме наприкінці того сезону й намітилася реорганізація футбольних ліг країни, внаслідок якої команда з Дармштадту опинилася в одній з двох найсильніших ліг того періоду — Оберлізі Півдня.
Старт у вищій лізі видався вражаючим: уже в першій грі сезону, 1950/51 років, команда приймала на своєму полі торішнього чемпіона «Мангайм» і проявила бійцівський характер, перемігши з рахунком 5:4. Потім були ще переможені «Мюнхен 1860», «Баварія», нічиї з майбутнім тріумфатором сезону «Штутгартом». Але, в сумарному підсумку, новачкам не вистачило кілька очок, щоби пробитися в чільну 10 ліги. Підопічні Богуслава Снопека, тодішнього тренера, що замінив Кецка, посівши 15 місце, змушені були покинути лігу (яку в наступному сезоні скоротили до 16 команд).

### 1951—1971 роки (старожили Другої Бундесліги)
Але цей перший турнір в найсильнішій лізі країни нічого втішного не приніс команді, яка і вибула, в тому ж сезоні, до щойно сформованої, по новому зразку, 2 бундесліги, якою вважалася 2-га Ліга Півдня (2. Liga Süd була однією з 2 регіональних ліг, переможці яких підвищувалися в класі до головної ліги країни). Провівши понад 15 сезонів, в Лізі Півдня «Дармштадт 98» став її старожилом: лише кілька разів вилітала і двічі ставала її переможцем.
Перші десять років команда закріпилася в лізі і стала повноцінним її середняком, постійно перебуваючи в середині турнірної таблиці. В цей період дармштадців очолювали 7 тренерів, а Лотар Шрьодер та Герман Шмідтмер провели з аматорами з Дармштадта по кілька сезонів. Саме в цей час, наприкінці 1952 року, відбулося розширення стадіону, на яке значну суму виділила мерія міста, від тих пір «Стадіон Тополині ворота» почав вміщати понад 25 тисяч глядачів.
На початку 60-х років, коли команду тренував Адольф Шмідт, колектив почало лихоманити і, як наслідок, команда посіла останнє місце в лізі та опустилася до Аматорської ліги Гессена. Керівництво клубу запросило Ернста Лехнера задля покращення ситуації, новому тренеру вдалося утримати гравців й одразу ж перемогти в першості Гессена та повернути Дармштадт до 2-ї Ліги Півдня. В наступному сезоні команда йшла уже звичним для неї шляхом середняка ліги і посіла 10 місце в турнірній таблиці. Але цього було замало, бо настала пора чергової реорганізації в німецькому футболі (кілька футбольних ліг земель були об'єднані в дві загальні: Лігу Півдня та Лігу Заходу) і ті нововведення відкинули команду знову до Аматорської ліги Гессена. Тож вихованці Лехнера розпочали сезон 1963/64 років в повноцінному статусі аматорів і, забивши майже 90 м'ячів, вони одразу ж повернулися до вищих за класом команд Півдня Німеччини.
Сезон 1964/65 років команда Лехнера уже грала в Регіональлізі Півдня (Regionalliga Süd) і їм вдалося закріпитися в лізі, посівши 14 місце. Впродовж 5 сезонів команда ще грала в цій лізі, але постійно балансувала на межі вильоту. Заміна на тренерському містку Ернста Лехнера на інших наставників не помагала, навіть відомі фахівці: Радослав Момірський та Хайнц Лукас не поліпшили ситуацію. Саме з Лукасом «Дармштадт 98» знову опустився до статусу аматорів Гессена. Довелося уже Вольфґанґу Шольцу виводити їх на матчі аматорської ліги Гессену й спробувати повернутися до ліги сильніших уже в поточному сезоні, що йому успішно вдалося. Підопічні Шольца впевнено пройшли усю дистанцію турніру і, ставши чемпіонами Гессену, вони підвищилися в класі на початку 1971 року.

### 1971—1978 роки (успішні сезони під знаками Клюґа та Бухманна)
А потім в Дармштадті розпочалася ера Удо Клюґа з Франкфурта на Майні, коли керівництво клубу довірилося ще маловідомому амбітному тренеру і не помилилося. З «Дармштадт 98» він провів 6 сезонів, перемігши в лізі Півдня, він мало не пробився до головної ліги країни, саме Удо й сформував ту команду, яка через рік після його відходу таки пробилася до Бундесліги.
Прийшовши в команду на початку сезону 1971/1972 років, Удо почав формувати нове футбольне мислення гравців, яке базувалося на атакуючих елементах гри. Відтак його команда почала багато забивати, але й пропускала — чималенько, що відобразилося на здобутих очках: 36 очок набули і стільки ж втратили. Закріпившись у лізі, 7-ме місце давало впевненість у майбутньому сезоні, Удо піднайшов гравців у захисну ланку і воротаря. Тому, розпочавши сезон 1972/73 років, підопічні Клюґа одразу ж захопили лідерські позиції в лізі й не відпускали їх до кінця сезону. Забивши аж 72 м'ячі (майже ще раз так, як у минулому сезоні), команда впевнено підійшла до групових ігор за перехід до вищого ешелону німецького футболу. Але літо 1973 року було вдалим для переможця Регіональліги Захід, команди «Рот Вайс» з Ессена, яка переграла «Дармштадт 78» в очних зустрічах та виборола перше місце в перехідній групі, відтак і путівку до Бундесліги.
Довелося Удо Клюґу та його підопічним розпочинати все спочатку. Але цього разу вони вдовольнилися лише 4 місцем і вболівальники відклали свої надії на наступні роки уже в оновленій Другій Бундеслізі Півдня (2. Bundesliga Süd). А ті роки видалися ще невтішнішими: в сезоні 1974/75 команда посіла 10 місце, а 1975/76 роках 7 місце. Керівництво ще сподівалося, що Удо вдасться надихнути футболістів і в сезоні 1976/77, але ті й далі не зростали, тож очільники клубу в листопаді 1976 року попрощалися з тренером новатором та змушені були відшукати більш амбітного та агресивнішого наставника своїм футболістам.
Ним виявився тренер стратег-організатор — Лотар Бухманн, який очолював команду лише три сезони, але то були одні з найкращих та успішніших в історії клубу. Спершу йому вдалося вирівняти гру команди, що від зими 1976 року вона провела серію успішних матчів і закріпилася у верхній частині турнірної таблиці. Закінчуючи сезон 1976/77 років (в результаті таки посівши 6 місце), він взявся за реставрацію та оновлення функціональних і, вироблених роками, аматорських звичок гравців. Увівши таку систему підготовки Лотар добився чималого зростання фізичної та технічної майстерності футболістів та команди. І все це вилилося в захмарне святкування повноцінної перемоги команди у Бундеслізі.
А все починалося в сезоні 1977/78 виїзною перемогою, а за нею ще одна, і ще одна… і так ціла серія з 12 перемог та однієї нічиї. Такий галопуючий старт «Дармштадт 98» вражав і суперників і, навіть, прихильників команди, їх почали вважати беззаперечними фаворитами ліги. «Лілії» показували гостроатакуючий футбол: розмашисті атаки, агресивний пресинг та чималенько голів в кожній грі — це подобалося всім. З перших турів, увірвавшись на вершину турнірної таблиці, «лілії» не віддали її вже нікому. В другому колі вони взагалі лише в одній грі поступилися і, задовго до кінця турніру, стали його переможцями. Характерно, що в цьому сезоні команда забила аж 90 голів (навіть в нижчих лігах, з набагато слабшими суперниками, їй цього не вдавалося). Кожна гра рідної команди в Дармштадті супроводжувалася аншлагом на стадіоні й святковим настроєм вболівальників, тож не дивно, що останні ігри команди були наче карнавальні — городяни так відмічали омріяний вихід їх улюбленців до ліги найсильніших команд країни.

### 1978—1982 роки (з аматорів— одразу ж в професіонали)
Поява аматорської команди з Дармштадту в професійній футбольній лізі Німеччини, завдала головного болю, як організаторам змагань, так й очільникам міста та клубу. Навіть самим гравцям довелося змінювати своє ставлення до гри, тепер вони вже числилися професіоналами. До того часу більшість з них працювали на роботах в різних установах, а футбол був їхнім захопленням (в когось більшим, а в когось лише годинка-друга на день). Відтак, тренеру Бухманну довелося проявити свої ще й організаторські здібності: він домовився із роботодавцями (своїх гравців), що ті відпускатимуть їх на тренування під кінець робочого дня, а також на тренувальні збори (в переддень ігор чи в святкові дні), а у відповідь мерія міста, футбольна асоціація краю та прихильники клубу знаходили ресурси компенсовувати роботодавцям їх поступки футболістам. Таку модель співпраці команди та спільноти міста назвали Дармштадською і її підхопили ще кілька команд із нижчих ліг країни й проіснувала вона до початку 2000-х років.
До початку сезону, 1978/1979 років, довелося ще й розширити стадіон (до 30000 місць), облаштувати якісні роздягальні командам та місця для преси й гостей (значні кошти на це виділила саме мерія міста). В першій же своїй грі в лізі, команда здобула очко, граючи на виїзді супроти мюнхенської «Баварії» (1:1). Ця новина ще більше обнадіяла вболівальників «лілій», а гравці, на емоціях, видали ще кілька вдалих ігор. Брак досвіду та сильніші, за класом, команди та гравці перегравали новачків (особливо познущався над ними «Штутгарт», обігравши з рахунком 7:1). Відтак команда, наприкінці першого кола, опинилася в зоні вильоту, тренер Бухманн сподівався на весняне підсилення. Але фізична та моральна втома добили команду, яка уже догравала сезон, скотившись на останнє місце, а поразка від «Нюрнберга» (1:3) прискорила прощання з командою головного творця її злету — Лотара Бухманна. З квітня 1979 року команда догравала під керівництвом його помічника Клауса Шляппнера. Майже одразу ж було здобуто перемоги в Бремені та Майнці, але і це не допомогло їм: здобувши 21 пункт, 7 разів перемігши та зігравши в нічию, але програвши аж 20 разів, пропустивши аж 75 голів, вони посіли останнє місце в лізі.
Новий сезон, 1979/1980 років, в Другій Бундеслізі команда починала уже з новим тренером Йорґом Берґером і, втративши кількох своїх ключових гравців, Бум-Кун Ча (Bum-Kun Cha), Курт Еґл (Kurt Eigl). Провівши одне коло з командою Йорґ попрощався з нею, його замінив Вернер Олк. Новому наставнику вдалося вирівняти гру команди і вона мало не повернулася до вищого дивізіону, зайнявши 4-те місце. Тож наступний сезон 1980/1981 років вболівальники очікували зі значними надіями. Що й підтвердив старт сезону гучні перемоги над: VfR Bürstadt (5:0), ESV Ingolstadt (9:2), Freiburger FC (6:3), FC Homburg (7:1) Wormatia Worms (5:0) підняли їх на першину турнірної таблиці. Очоливши Другу Бундеслігу, команда так і не втратила своїх позицій: здобувши 55 очок і забивши 85 голів — «Дармштадт 98» знову повернувся до головної ліги країни.
Сезон 1981/1982 років вболівальників ще більше обнадіював, адже команда уже набралася досвіду з попередніх років і стабілізувався її склад, футболісти більш відповідальніше почали ставитися до тренувань й амбітний тренер вів колектив за собою. Але намітилися були декілька суттєвих перепон, уже на початку сезону: спершу необхідно було облаштувати освітлення стадіону (за мірками ліги) та погасити фінансово-кредитні зобов'язання попередніх років. Тільки цього разу ні мерія міста, ні асоціація не пішли на зустріч команді, тому їм доводилося самотужки виходити з ситуації: спершу відмовившись від підсилення колективу, а потім урізавши преміальні та фінансові виплати гравцям (саме такі моменти і відобразилися, згодом, на грі та ситуації в самому колективі). Початок сезону знову видався вдалим, команда поволі набирала очки і втримувалася в середині турнірної таблиці. Лише кілька прикрих поразок наприкінці кола і фінансовий стан призвели до розбалансування в колективі. Друге коло довелося розпочинати під суттєвим фінансовим пресом та тягарем ймовірного вильоту в нижчу лігу та ще й розставанням з колективом Вернера Олка. Манфред Краффт, прийшовши в березні 1982 року, не зумів суттєво змінити ситуацію, і команда ще нижче опустилася, закінчивши сезон на передостанньому місці (знову набравши 21 очко, забивши 46 голів, а пропустивши аж 82 голи).

### 1982—1993 роки (перша фінансова криза)
Виліт з головної ліги країни, вболівальниками сприймався, як чергова сходинка в здобутті турнірного досвіду команди, вони ще сподівались, що команда найближчим часом повернеться до Бундесліги. Тим більше, що керівництво своїми діями декларувало схожі цілі та ще й підсилили команду відомими виконавцями (чех Зденек Негода один з них). Але тягар фінансових проблем та невдачі у підборі тренерських кадрів почали відображатися на становищі команди, відтак сезон 1982/1983 команда закінчила на 7 місці. Коли ж вболівальникам було оприлюднено суму боргів, понад 8 мільйонів, вони втратили останні ілюзії, щодо команди, зрештою й надія покидала самих гравців. Команда щосезону почала опускатися все нижче та нижче, а тренерів міняли, що рукавиці (за 10 сезонів змінилося 20 тренерів!).
Лише в невеличкий період (сезони 1986/1987 та 1987/1988) команда наче ожила. Це було пов'язано з поверненням на тренерський місток відомих фахівців: Удо Клюґа та Екгарда Кравцуна. Тоді «Дармштадту 98» не вистачило лише кількох пунктів, щоби підвищитися в класі й знову потрапити до ліги найсильніших. Команда здобувала 4 та 3 місця в лізі, а вболівальники знову ожили, сподіваючись що невдовзі побачать найкращі команди країни на «Тополиних воротах». Зібрана Клюґом плеяда гравців, захопилася ідеями атакуючого футболу Кравцуна і з кожним туром впевненіше виступала. В сезоні 1986/87 років команда тривалий час очолювала турнірну таблицю і лише кілька невдач в травні 1987 року залишили команду на 4 місці. Вже наступний сезон команда провела ще впевненіше, як наслідок 3 місце і перехідні ігри з одним із невдах Бундесліги, нею виявився «Вальдгоф» з Мангейму. 1 червня 1988 року 25 000 глядачів спостерігали за футбольним спектаклем на «Болленфальторі»: їхня команда програвала два м'ячі, а потім спромоглася їх сквитати і забити переможного, наприкінці гри. У матчі відповіді вони знову пропустили 2 м'ячі і забили одного, тож їх чекала серія пенальті, в якій кращими виявилися мангеймці, а дармштадці зупинилися за крок від омріяної Бундесліги.
Після такого успішного сезону та його драматичної розв'язки, вже наступний сезон виявився провалом, команда посіла 11 місце, а потім, щосезону, балансувала на грані вильоту допоки, в сезоні 1990/1991 років, «лілії» знеславилися до нижчої ліги. Через рік вони повернулися до 2 Бундесліги, але лише на один сезон, посівши останнє 24 місце, вони остаточно покинули лігу, як виявилося — надовго.

### 1993—2006 роки (часи стагнації в нижчих лігах)
Більше десяти років довелося «Дармштадту 98» провести в нижчих лігах, виступаючи в першості краю та півдня Німеччини. Це були роки стагнації клубу, адже фінансова криза в ньому не закінчувалася, аматорський рівень не приваблював спонсорів. Лише вболівальники, рік за роком, очікували чуда: надіючись на гучні імена в тренерському корпусі та сподіваючись на заповзятість своїх гравців. Але команда так і не випросталася із Регіональної ліги Півдня (та ще кілька разів провалювалася до нижчої ліги — Оберліги Гессена).
Ці часи запам'яталися уже меншою зміною тренерів та кількома цікавими протистояннями. Навіть колишні вдалі для команди тренери Кравцун, Бухман нічим не змогли зарадити. Лише наприкінці цієї футбольної віхи новий вітер перемін, у вигляді ідей та тренувань від молодого наставника і колишнього гравця-зірки команди — Бруно Лаббадії, оживив команду та її прихильників. Команда два сезони 2004/2005 та 2005/2006 роках перебувала на верхівці турнірної таблиці і почала показувати змістовну та яскраву гру (двічі займала 5 місце). Перспективного тренера запримітили футбольні функціонери Німеччини і переманили до відоміших клубів. За тренером пішли й кілька молодих та цікавих гравців і команду знову почало лихоманити, насувалася чергова ігрова та фінансова криза.

### 2006—2010 роки (фінансова криза та балансування на межі нижчих ліг)
З новим тренером-легіонером, Джіно Леттіері, керівництво сподівалося на сезон 2006—2007, тобто на підвищення в класі, до того ж ними були запозичені, вчергове, суттєві фінансові кошти для нових трансферів. Але сталося зовсім протилежне: команда невдало стартувала, новачки не одразу вписалися в гру колективу і звичний середняк Оберліги опустився на дно турнірної таблиці, звідки ніяк не міг постати. Розчаровані такими справами, очільники клубу звільнили італійського фахівця уже на початку жовтня. Новим тренером було терміново призначено Ґерхарда Клеппінґера (який в середині 90-х років уже тренував «лілій»), але і йому вже не вдалося виправити ситуацію (команда перебувала під фінансовим тягарем та роздутою лавкою запасних гравців). Зайнявши 16 місце, «Дармштадт» опустився, вчергове, у нижчу лігу.
Новий сезон, 2007—2008 років, команда розпочала фаворитом Оберліги Гессена, але уже звичні фінансові негаразди змусили їх втратити чимало футболістів та обмежити себе в покупках й зарплатні. Таке «оздоровлення» позитивно відобразилося на колективі, Клеппінґеру довелося більше довіряти місцевим молодим вихованцям та старожилам, як наслідок, уже наприкінці першого кола команда заграла в якісний футбол і впритул наблизилася до верхівки турнірної таблиці. Але уже в 2008 році нові складності в клубі змусили заговорити, в березні 2008 року, про невдачі: мільйонні заборгованості спричинили до банкрутства клубу. Довелося уже очільникам міста та всій громаді долучатися до спасіння своєї команди: було ініційовано низку заходів для збору пожертв і реструктуризації боргів. А команда, наперекір усім цим факторам, заграла ще краще: здобула Кубок Гессена та провела серію безпрограшних ігор і, як наслідок, піднялася на перше місце в підсумковій таблиці.
Два наступних сезони, 2008—2009 і 2009—2010 команда заледве втримувалася в Регіональлізі Зюд, очевидно причиною було нестійке фінансове та підвішене організаційне становище клубу. Наприкінці сезону 2008—2009 років Клеппенґера на тренерському містку замінив іноземець — Живоїн Юшкіч. Йому вдалося утримати 15 місце і прописку в лізі, і почати наступний сезон (2009—2010 років) з великими надіями. Але команда й надалі балансувала на межі вильоту, довелося і його зміщати, також на весні 2010 року.
Новим фахівцем став молодий хорват Коста Руньяк, який чимало років уже пропрацював з молодіжними командами Гессена. Новому тренеру вдалося збалансувати гру команди і втриматися у лізі. А вже з наступного сезону він підтягнув чимало молодих виконавців (з якими умів працювати), відтак команда заграла в швидкий і атакуючий футбол, наколотивши 50 голів, пропустивши найменше (29). Вражаюча серія з 9 перемог, в останніх 9 турах посприяла тому, що «Дармштадт 98» посів перше місце в Регіональлізі Зюд і підвищився в класі (до Третьої Бундесліги), а 17 000 вірних вболівальників відсвяткували цю подію в грі з ФК Меммінґер (FC Memmingen).

### 2011—2015 роки (футбольні «лілії» розквітли в 2 Бундеслізі)
Добившись підвищення в класі, Коста Руньяк мав на меті закріпитися в Бундеслізі 3, і зайняте 14 місце в сезоні 2011—2012 давало надію перспективному тренерові (який в наступні роки уже тренував вищі за класом «Дуйсбург» та «Кайзерслаутен»). Але фінансові можливості та непорозуміння з керівництвом клубу (як в організаційних так і в трансферних питаннях) спричинили до погіршення спортивних результатів. І, як наслідок, на початку сезону 2012—2013 років команда опинилася в зоні вильоту, а вболівальники втрачали останні надії… їх знову чекала регіональна ліга. Поспішне звільнення Кости на Юрґена Зіберґера спричинили до ще більшого розбалансування в колективі: перше коло команда закінчила на передостанньому місці та мала лише 2 перемоги. Довелося знову міняти тренера, ним обрали молодого Дірка Шустера (більше сподіваючись на перспективу, а не на результат), останньому вдалося вирівняти гру команди, але та так і не вибилася із зони вильоту. Зайнявши 18 місце команда готувалася уже до ігор в регіональній лізі, але, як виявилося, були ще більші невдахи сезону: команда «Кікер» (Офенбах) потрапила у фінансові кризу і знялася зі змагань, тому упорядники ліги прийняли рішення залишити «Дармштадт 98» в цій Третій Бундеслізі.
Прихильність фортуни, керівництво клубу, вже не хотіло випробовувати. Цього разу вони впритул зайнялися командою; декларуючи зміни в стадіоні та сучасний менеджмент, вони поміняли доукомплектували тренерський штаб та сам склад команди. Старт сезону 2013—2014 команді заладився, підопічні Шустера захопили лідируючі позиції в лізі й не поступалися ними аж до кінця сезону. Лише наприкінці турніру кілька прикрих нічиїх та поразка безпосередньому опоненту з Лепціга, відкотила їх 3 місце — довелося готуватися до перехідних ігор. Такий успіх потішив вболівальників, але в стикових іграх за місце у Другій Бундеслізі їх «робін-гуди» повинні були помірятися силами з Білефельдською «Армінією». У першому матчі «лілії» зазнали домашньої поразки з рахунком 1: 3. Однак у повторній виїзній зустрічі, з драматичним сценарієм і вирішальним голом Елтона да Кости на 122-й хвилині, вони здобули перемогу з рахунком 4: 2 і вийшли до Другої Бундесліги, вперше за 21 рік.
Такий злет «Дармштадт 98» пов'язують із появою в ній на тренерській лаві амбітного тренера — Дірка Шустера. Колишній захисник Карлсрує та Кьольна, набивши ґуль із Дурлах та Штутгарт Кікерс (команди нижчих ліг), із завзяттям взявся творити нову команду в Дармштадті. Щосезону його підопічні творили сенсацію — пробираючись на вищі щаблі турнірних таблиць нижчих ліг, допоки не пробилася до головної ліги країни, в якій «лілії» виступали ще 33 роки до того. Цьому досягненню передував ще сезон 2013—2014, коли новачок Другої Бундесліги після першого кола закріпився на 6 місці, відстаючи від лідера на 4 пункти. А вже в останньому турі сезону, обігравши вдома «Санкт-Паулі» з рахунком 1:0, завдяки голу зі штрафного у виконанні Тобіаса Кемпе, команда містечка Дармштадт посіла 2 місце в лізі і пробилася, напряму, до еліти німецького футболу.

### з 2015 року
Команда з містечка з-під Франкфурта, клуб із найменшим бюджетом Бундесліги 2015—2016 років, стартував в сезоні вражаюче — 3 нічиї та одна перемога (тим самим підтвердили реноме «робін-гудів ліги»). Та надалі команда почала «пробуксовувати», ймовірно, давалися взнаки відсутність досвіду, але вболівальники легендарного «Болленфалльтор» постійною підтримкою ще більше надихали вихованців Дірка Шустера. Відтак команда, брала своєю працьовитістю, упертістю, емоційністю й зуміла втриматися у підвалинах турнірної таблиці, зайнявши 14 місце, зберігши таким чином прописку в елітній лізі ще на один сезон. Здобувши в 34 іграх 38 очок, команда записала на свій рахунок 9 перемог (і лише 2 вдома), розписала 11 мирових і 14 разів програла. Очевидною, слабкою ланкою колективу була гра в нападі, чому свідчить різниця забитих і пропущених м'ячів: забили 38 голів (4 місце з кінця турнірки), пропустивши 53 гола (6 місце з кінця турнірки).
Перехід Дірка Шмідта до «Аусбурга» спонукав керівництво клубу на пошуки нового наставника «лілій», ним виявився Норберт Майєр, який до того тренував Армінію (в його послужному списку ще наставництво Фортуни, дрезденського Динамо та Дуйсбурга). До того ж ціла низка гравців, лідерів команди перейшли до інших, успішніших клубів. Тож керівництву та тренерському корпусу доводиться будувати команду заново, підтягнувши свої резерви з молодіжного складу та підсилившись відомими гравцями, вільними агентами: українцями Денисом Олійником та Артемом Федецьким або орендувати: Олександра Мілошевича, Свена Щіпплока. Хоч 14 місце команди в попередньому сезоні насторожує футбольних аналітиків, але воно й обнадіює вболівальників та керівництво, що «Дармштадт 98» в сезоні 2016—2017 закріпиться в Бундеслізі.

## Стадіон
Команда грає на «Стадіон Болленфаллтор» (Stadion am Böllenfalltor), що в простонародді «Стадіон Тополині ворота». Ця спортивна споруда має свою історію, адже вона була побудована на початку 1920-х років на місці тополиного лісу (висадженого ще герцогом) і відкрита в 1921 році. До речі, могутні тополя й досі оточують стіною північну трибуну і перебувають під охороною та опікою спортивного клубу — як один із символів команди.
Вмістимість стадіону, спершу була — 8000 глядачів. Впродовж, майже століття, стадіон тричі піддавався реконструкції і його вмістимість доводили до 30000 глядачів. Наразі, остання модернізація стадіону (приурочена до виходу в елітний дивізіон) відбулася в 2014-15 роках і розтягнулася ще на один рік, внаслідок якої планується покращити умови для глядачів, яких тепер вміщається 16 500. Спочатку передбачалася суттєва модернізація (збільшити кількість сидячих місць до 4000), але фани й вболівальники команди виступили категорично проти зменшення стоячих місць, вважаючи їх суттю їх вболівальницького руху, тож очільники клубу й мерія пішли на поступки, тож на стадіоні залишили 1250 сидячих місць. Наявність бігових доріжок повертає глядача в 80-ті роки минулого століття, коли на стадіонах віддані вболівальники стояли всю гру, співали пісень та речівок і пиво лилося рікою (через це й вважають цей стадіон культовим, адже всі ці елементи минулого й досі тут збереглися і навіть тим гордяться).
Влітку 2014 року, мерія міста підписала спонсорський договір (на 300 000 євро в рік) із титульним спонсором, яким виявилася місцева хіміко-фармакологічна корпорація «Merck KGaA». Тож, починаючи з липня 2014 року, стадіон носить назву «Merck-Stadion am Böllenfalltor».

## Атрибути
«Дармштадт 98» клуб більш як зі столітньою історією, тож за цей час назбиралося чимало утверджених футбольних забобонів та атрибутів (як вболівальницьких так і футбольних), які, з роками, то прибавлялися, то видозмінювалися.

### Назва
За всю свою історію футбольний клуб носив такі офіційні назви:
- «Rasen-Sportverein Olympia» → 1898—1901;
- «FC Olympia Darmstadt» → 1903—1919;
- «Sportverein (SV) Darmstadt 98» (об'єднання двох команд «FC Olympia Darmstadt» та «Darmstädter Sport Club 1905») → 11.11.1919-2006;
- «Darmstadt 98» → 2006;

### Гімн
Офіційним гімном вважається пісня Альберто Колуччі (Alberto Colucci) «Die Sonne scheint», який вболівальники спростили на свій лад «Tor! Lilien vor» [Архівовано 22 вересня 2017 у Wayback Machine.]
Крім того, команді присвячені ще кілька музичних композицій: «Tage wie diese / SV Darmstadt 98» [Архівовано 14 жовтня 2017 у Wayback Machine.]

### Уболівальники
Найшумніші й найвідданіші вболівальники — такий поголос отримали прихильники команди на теренах Німеччини. А причина тому — саме місто, яке вважається містом студентів і науки (на майже 150 000 населення — студентів під 40 000). Відтак молоді й амбітні студенти були головними рушіями спортивного життя, а згодом і вболівальницького руху в Дармштадті.
Чимало студентів проводили своє дозвілля в спортивних секціях, а потім гуртувалися задля підтримки своїх однолітків в на спортивних аренах. А «Stadion am Böllenfalltor» був найвдалішим місцем для вболівальників, адже більшість трибун були стоячими, а довкола (в парку) було чимало кафе із пивом та ковбасками, тому студенти і вболівальники залюбки приходили на змагання виплеснути свій адреналін чи агресію. До того ж, на тогочасну молодь великий вплив мали праві (в політичній складовій) рухи й течії, тому стадіон ще й став місцем легальних зібрань представників цих політичних рухів і місцем набору нових їхніх прихильників. Відтак, з тих часів за фанами-вболівальниками «Дармштадту 98» закріпилася слава ультра-правих і агресивних вболівальників. Підтвердженням тому їхні численні бійки з представниками інших команд, вибігання на футбольне поле й сутички з поліцією.
Новим поштовхом для розвитку фанатського руху стали 70—80-ті роки 20 століття, коли «лілії» в двічі побували в 1-й Бундеслізі і досить довго трималися в 2-й Бундеслізі. Саме в цей самий час і виникає Фан-сцена Дармштадта. У 70-ті роки фани — це були типові футбольні рокери, а в 80-х суппортери «лілій» утверджуються в англійському хуліганському стилі. Найбільш відомими на той час фанатськими мобами біло-блакитних були: «Blue Violence», «Bushwalkers» і трохи пізніше з'явилися «Wilde Jungs». Так само варто відзначити «Drombush Bande» і «Clockwork Darmstadt», які теж внесли немалий вклад в розвиток фан-сцени Дармштадта. В ці часи фанатське середовище налічувало понад 15 тисяч постійних члені, більшість з яких заповнювали вщент (до 20 000) стадіон, під час домашніх ігор і частина з них супроводжувала команду на виїзді.
Уже в сучасний період (після 200 років) вболівальницький акцент перемістився в проведення велелюдних акцій, перформенсів, як на стадіоні так і поза його меж (в барах, карнавалах…). Теперішні ультрас, в кількості — до 7000, в основному надають звукову та візуальну підтримку команди в домашніх та на виїзних іграх. Заснована в сезоні 2012-13 років фан-спільнота «Block 1898» складається з кількох вболівальницьких груп: «Usual Suspects», «Ultras de Lis», «Los Locos», «L.F.C.D. 98», «Darmstädter Mädels» та «Blue Madness». Натомість, залишилася ще доволі численна група ультра-фанів, які притримуються більш класичної англійської традиції (пісні, заклики, свист та бійки), тобто Стара школа вболівання — «Oldschool-Support».
Що ж стосується загалом фан-вболівальницького руху в країні, то ультрас «Дармштадт 98» мають дружні відносини з фанами «Кельна». У минулому їх моби дружили з суппортерами дортмундської «Боруссії» і «Бохума». Натомість, головні вороги — фани «Оффенбаха» і франкфуртського «Айнтрахта» із Франкфурта та натягнуті стосунки із командами з Майнца і Маннгайма.

## Досягнення
- Друга Бундесліга: чемпіон 1977/78 та 1980/81 років;
- Кубок Гессена
  - чемпіон (7) 1966, 1999, 2001, 2006, 2007, 2008, 2013 років;
  - фіналіст (3) 1971, 2009, 2014 років;
- Регіональліга Півдня: чемпіон (2) 1973, 2011 років;
- Друга Бундесліга Півдня: чемпіон (2) 1978, 1981 років;
- Гессенліга: чемпіон (7) 1950, 1962, 1964, 1971, 1999, 2004, 2008 років.

Загалом, турнірна статистика команди (по сезонах) виглядає так:
| Сезон   | Рівень змагань | Ліга                         | Місце | Голи  | Очки  |
| ------- | -------------- | ---------------------------- | ----- | ----- | ----- |
| 1919/20 | 1.             | Kreisliga                    | 9.    | 20:60 | 8:24  |
| 1920/21 | 1.             | Kreisliga                    | 9.    | 16:57 | 7:29  |
| 1921/22 | 1.             | Kreisliga                    | 3.    | 26:17 | 18:10 |
| 1922/23 | 1.             | Kreisliga                    | 8.    | 10:32 | 4:24  |
| 1923/24 | 2.             | Kreisliga                    | 1.    | 67:15 | 31:5  |
| 1924/25 | 1.             | Bezirksliga Rhein            | 6.    | 16:36 | 10:18 |
| 1925/26 | 1.             | Bezirksliga Rhein            | 6.    | 23:25 | 11:17 |
| 1926/27 | 1.             | Bezirksliga Rhein            | 6.    | 44:55 | 18:18 |
| 1927/28 | 1.             | Bezirksliga Main/Hessen      | 9.    | 42:40 | 12:24 |
| 1928/29 | 2.             | Kreisliga                    | 1.    | 54:26 | 33:11 |
| 1929/30 | 1.             | Bezirksliga Main/Hessen      | 6.    | 23:24 | 10:18 |
| 1930/31 | 1.             | Bezirksliga Main/Hessen      | 8.    | 13:31 | 7:21  |
| 1931/32 | 1.             | Bezirksliga Main/Hessen      | 10.   | 27:66 | 8:28  |
| 1932/33 | 2.             | Kreisliga                    | 11.   | 45:53 | 24:32 |
| 1933/34 | 2.             | Bezirksklasse                | 4.    | 41:37 | 23:17 |
| 1934/35 | 2.             | Bezirksklasse                | 4.    | 48:33 | 26:18 |
| 1935/36 | 2.             | Bezirksklasse                | 3.    | 52:31 | 25:19 |
| 1936/37 | 2.             | Bezirksklasse                | 3.    | 63:40 | 28:16 |
| 1937/38 | 2.             | Bezirksklasse                | 8.    | 51:39 | 21:23 |
| 1938/39 | 2.             | Bezirksklasse                | 5.    | 62:57 | 28:24 |
| 1939/40 | 2.             | Bezirksklasse                | 1.    | 59:17 | 23:5  |
| 1940/41 | 2.             | Bezirksklasse                | 1.    | ?     | ?     |
| 1941/42 | 1.             | Bereichsklasse Hessen-Nassau | 2.    | 41:29 | 15:5  |
| 1942/43 | 1.             | Bereichsklasse Hessen-Nassau | 10.   | 26:64 | 8:28  |
| 1943/44 | 2.             | Bezirksklasse                | 1.    | ?     | ?     |
| 1944/45 | -              | kein Spielbetrieb            | -     | -     | -     |
| 1945/46 | 2.             | Landesliga Hessen            | 9.    | 40:53 | 13:23 |
| 1946/47 | 2.             | Landesliga Hessen            | 3.    | 58:43 | 30:14 |
| 1947/48 | 2.             | Landesliga Hessen            | 5.    | 53:39 | 31:21 |
| 1948/49 | 2.             | Landesliga Hessen            | 3.    | 56:35 | 32:20 |
| 1949/50 | 2.             | Landesliga Hessen            | 1.    | 73:35 | 44:12 |
| 1950/51 | 1.             | Oberliga Süd                 | 15.   | 54:86 | 25:43 |
| 1951/52 | 2.             | 2. Liga Süd                  | 10.   | 66:55 | 35:33 |
| 1952/53 | 2.             | 2. Liga Süd                  | 12.   | 46:60 | 33:35 |
| 1953/54 | 2.             | 2. Liga Süd                  | 6.    | 69:59 | 35:33 |
| 1954/55 | 2.             | 2. Liga Süd                  | 12.   | 64:68 | 30:38 |
| 1955/56 | 2.             | 2. Liga Süd                  | 7.    | 66:60 | 37:31 |
| 1956/57 | 2.             | 2. Liga Süd                  | 12.   | 59:63 | 32:36 |
| 1957/58 | 2.             | 2. Liga Süd                  | 7.    | 52:54 | 33:35 |
| 1958/59 | 2.             | 2. Liga Süd                  | 14.   | 43:62 | 30:38 |
| 1959/60 | 2.             | 2. Liga Süd                  | 10.   | 48:63 | 32:36 |
| 1960/61 | 2.             | 2. Liga Süd                  | 18.   | 40:63 | 27:41 |
| 1961/62 | 3.             | Amateurliga Hessen           | 1.    | 69:37 | 45:15 |
| 1962/63 | 2.             | 2. Liga Süd                  | 10.   | 46:50 | 35:33 |
| 1963/64 | 3.             | Amateurliga Hessen           | 1.    | 87:25 | 59:13 |
| 1964/65 | 2.             | Regionalliga Süd             | 14.   | 49:66 | 33:39 |
| 1965/66 | 2.             | Regionalliga Süd             | 13.   | 54:71 | 33:35 |
| 1966/67 | 2.             | Regionalliga Süd             | 14.   | 45:55 | 26:42 |
| 1967/68 | 2.             | Regionalliga Süd             | 14.   | 45:71 | 24:44 |
| 1968/69 | 2.             | Regionalliga Süd             | 8.    | 50:45 | 35:33 |
| 1969/70 | 2.             | Regionalliga Süd             | 18.   | 50:89 | 30:46 |
| 1970/71 | 3.             | Amateurliga Hessen           | 1.    | 75:35 | 53:15 |
| 1971/72 | 2.             | Regionalliga Süd             | 7.    | 49:44 | 36:36 |
| 1972/73 | 2.             | Regionalliga Süd             | 1.    | 72:37 | 46:22 |
| 1973/74 | 2.             | Regionalliga Süd             | 4.    | 64:38 | 46:30 |
| 1974/75 | 2.             | 2. Bundesliga Süd            | 10.   | 68:62 | 39:37 |
| 1975/76 | 2.             | 2. Bundesliga Süd            | 7.    | 76:64 | 43:33 |
| 1976/77 | 2.             | 2. Bundesliga Süd            | 6.    | 68:48 | 46:30 |
| 1977/78 | 2.             | 2. Bundesliga Süd            | 1.    | 90:43 | 58:18 |
| 1978/79 | 1.             | Bundesliga                   | 18.   | 40:75 | 21:47 |
| 1979/80 | 2.             | 2. Bundesliga Süd            | 4.    | 81:42 | 48:32 |
| 1980/81 | 2.             | 2. Bundesliga Süd            | 1.    | 85:42 | 55:21 |
| 1981/82 | 1.             | Bundesliga                   | 17.   | 46:82 | 21:47 |
| 1982/83 | 2.             | 2. Bundesliga                | 7.    | 77:61 | 42:34 |
| 1983/84 | 2.             | 2. Bundesliga                | 12.   | 48:72 | 35:41 |
| 1984/85 | 2.             | 2. Bundesliga                | 15.   | 52:64 | 35:41 |
| 1985/86 | 2.             | 2. Bundesliga                | 10.   | 63:57 | 41:35 |
| 1986/87 | 2.             | 2. Bundesliga                | 4.    | 72:48 | 47:29 |
| 1987/88 | 2.             | 2. Bundesliga                | 3.    | 48:32 | 47:29 |
| 1988/89 | 2.             | 2. Bundesliga                | 11.   | 56:57 | 37:39 |
| 1989/90 | 2.             | 2. Bundesliga                | 16.   | 43:55 | 33:43 |
| 1990/91 | 2.             | 2. Bundesliga                | 17.   | 46:54 | 33:43 |
| 1991/92 | 2.             | 2. Bundesliga Süd            | 8.    | 41:49 | 31:33 |
| 1992/93 | 2.             | 2. Bundesliga                | 24.   | 43:79 | 32:60 |
| 1993/94 | 3.             | Oberliga Hessen              | 9.    | 39:46 | 33:35 |
| 1994/95 | 3.             | Regionalliga Süd             | 11.   | 49:53 | 31:37 |
| 1995/96 | 3.             | Regionalliga Süd             | 15.   | 54:67 | 37    |
| 1996/97 | 3.             | Regionalliga Süd             | 13.   | 49:61 | 36    |
| 1997/98 | 3.             | Regionalliga Süd             | 16.   | 38:57 | 33    |
| 1998/99 | 4.             | Oberliga Hessen              | 1.    | 65:22 | 62    |
| 1999/00 | 3.             | Regionalliga Süd             | 9.    | 49:51 | 46    |
| 2000/01 | 3.             | Regionalliga Süd             | 5.    | 46:39 | 53    |
| 2001/02 | 3.             | Regionalliga Süd             | 14.   | 43:45 | 42    |
| 2002/03 | 3.             | Regionalliga Süd             | 17.   | 42:53 | 42    |
| 2003/04 | 4.             | Oberliga Hessen              | 1.    | 81:25 | 88    |
| 2004/05 | 3.             | Regionalliga Süd             | 5.    | 50:33 | 54    |
| 2005/06 | 3.             | Regionalliga Süd             | 5.    | 57:44 | 54    |
| 2006/07 | 3.             | Regionalliga Süd             | 16.   | 47:59 | 39    |
| 2007/08 | 4.             | Oberliga Hessen              | 1.    | 73:37 | 69    |
| 2008/09 | 4.             | Regionalliga Süd             | 15.   | 44:54 | 37    |
| 2009/10 | 4.             | Regionalliga Süd             | 15.   | 39:49 | 34    |
| 2010/11 | 4.             | Regionalliga Süd             | 1.    | 50:29 | 62    |
| 2011/12 | 3.             | 3. Liga                      | 14.   | 51:47 | 49    |
| 2012/13 | 3.             | 3. Liga                      | 18.   | 32:46 | 38    |
| 2013/14 | 3.             | 3. Liga                      | 3.    | 58:29 | 72    |
| 2014/15 | 2.             | 2. Bundesliga                | 2.    | 44:26 | 59    |
| 2015/16 | 1.             | Bundesliga                   | 14    | 38:53 | 38    |
| 2016/17 | 1.             | Bundesliga                   | 18    | 28:63 | 25    |
| 2017/18 | 1.             | 2. Bundesliga                | 10    | 47:45 | 43    |
| 2018/19 | 1.             | 2. Bundesliga                | 10    | 45:53 | 46    |
| 2019/00 | 1.             | 2. Bundesliga                |       |       |       |

## Тренери
| Тренер                                         | Дата народження | Почав тренувати | Закінчив тренувати | Досягнення |
| ---------------------------------------------- | --------------- | --------------- | ------------------ | --- |
| Адам Кек (Adam Keck)                           | 23.11.1913      | 1945            | 14.09.1950         | Підвищення в Оберлігу Зюд (Oberliga Süd (1950)                                                                             |
| Богуслав Снопек (Bohuslav Snopek)              | невідомо        | 19.09.1950      | 09.1951            | Пониження в Лігу Зюд 2 (Liga Süd 2 (1951)                                                                                  |
| Фріц Мойзель (Fritz Meusel)                    | 30.09.1921      | 09.1951         | 11.1951            | |
| Рудольф Ґрамліх (Rudolf Gramlich)              | 06.06.1908      | 11.1951         | 03.1952            | |
| Лотар Шрьодер (Lothar Schröder)                | невідомо        | 03.1952         | 1953               | |
| Карл Веттер (Karl Vetter)                      | невідомо        | 1953            | 02.1955            | |
| Герман Шмідтмер (Hermann Schmidtmer)           | 21.02.1920      | 02.1955         | 30.06.1956         | |
| Людвіг Кольб (Ludwig Kolb)                     | невідомо        | 07.1956         | 1959               | |
| Адольф Шмідт (Adolf Schmidt)                   | невідомо        | 1959            | 1961               | Пониження в Аматорлігу Гессен (Amateurliga Hessen (1961)                                                                   |
| Ернст Лехгер (Ernst Lehner)                    | 07.11.1912      | 1961            | 02.1966            | Підвищення в Лігу Зюд 2 (1962) Пониження в Аматорлігу Гессен (1963) Підвищення в Регіоналлігу Зюд (Regionalliga Süd (1964) |
| Альберт Талгеймер (Albert Thalheimer)          | 01.04.1927      | 02.1966         | 31.10.1966         | |
| Герман Шмідтмер                                | 21.02.1920      | 31.10.1966      | 30.06.1967         | |
| Радослав Момірски (Radoslav Momirski)          | 04.09.1919      | 07.1967         | 1968               | |
| Гайнц Лукас (Heinz Lucas)                      | 10.08.1920      | 1968            | 1970               | Пониження в Аматорлігу Гессен (1970)                                                                                       |
| Адольф Шмідт                                   | невідомо        | 1970            | 10.1970            | |
| Вольфган Шольц (Wolfgang Solz)                 | 12.02.1940      | 10.1970         | 30.06.1971         | Підвищення в Регіоналлігу Зюд (1971)                                                                                       |
| Удо Клюґ (Udo Klug)                            | 21.07.1928      | 01.07.1971      | 09.11.1976         | |
| Лотар Бухманн (Lothar Buchmann)                | 15.08.1936      | 15.11.1976      | 07.04.1979         | Підвищення в Бундеслігу 1 (1978)                                                                                           |
| Клаус Шлаппнер (Klaus Schlappner)              | 22.05.1940      | 18.04.1979      | 30.06.1979         | Пониження в Бундеслігу 2 (1979)                                                                                            |
| Йорґ Берґер (Jörg Berger)                      | 13.10.1944      | 01.07.1979      | 18.01.1980         | |
| Вернер Ольк (Werner Olk)                       | 18.01.1938      | 21.01.1980      | 13.03.1982         | Підвищення в Бундеслігу 1 (1981)                                                                                           |
| Манфред Краффт (Manfred Krafft)                | 11.12.1937      | 22.03.1982      | 30.06.1983         | Пониження в Бундеслігу 2 (1982)                                                                                            |
| Тімо Занляйтер (Timo Zahnleiter)               | 16.12.1948      | 01.07.1983      | 13.04.1984         | |
| Лотар Кляйм (Lothar Kleim)                     | 27.10.1936      | 14.03.1984      | 23.09.1984         | |
| Удо Клюґ                                       | 21.07.1928      | 27.09.1984      | 29.08.1986         | |
| Екгард Кравцун (Eckhard Krautzun)              | 13.01.1941      | 09.09.1986      | 09.06.1987         | |
| Уве Еберт (Uwe Ebert)                          | 06.03.1945      | 10.06.1987      | 30.06.1987         | |
| Клаус Шлаппнер                                 | 22.05.1940      | 01.07.1987      | 30.06.1988         | |
| Вернер Ольк                                    | 18.01.1938      | 01.07.1988      | 17.11.1988         | |
| Райнер Шольц (Rainer Scholz)                   | 03.09.1954      | 18.11.1988      | 02.03.1989         | |
| Еккгард Кравцун                                | 13.01.1941      | 03.03.1989      | 30.06.1989         | |
| Дітер Реннер (Dieter Renner)                   | 18.12.1949      | 05.07.1989      | 31.03.1990         | |
| Уве Клімашефськи (Uwe Klimaschefski)           | 11.12.1938      | 03.04.1990      | 06.04.1990         | |
| Уве Еберт                                      | 06.03.1945      | 07.04.1990      | 18.05.1990         | |
| Слободан Чендіч (Slobodan Čendić)              | 28.08.1938      | 01.06.1990      | 13.06.1990         | |
| Урґен Спарвассер (Jürgen Sparwasser)           | 04.06.1948      | 21.06.1990      | 05.11.1991         | |
| Уве Еберт                                      | 06.03.1945      | 06.11.1991      | 15.12.1991         | |
| Райнер Шольц                                   | 03.09.1954      | 01.01.1992      | 31.08.1992         | |
| Ґернот Лутц (Gernot Lutz)                      | 17.07.1960      | 01.09.1992      | 21.09.1992         | |
| Александер Мандзіара (Aleksander Mandziara)    | 16.08.1940      | 22.09.1992      | 30.06.1993         | Пониження в Оберлігу Гессен (Oberliga Hessen (1993)                                                                        |
| Ґернот Лутц                                    | 17.07.1960      | 01.07.1993      | 20.02.1994         | |
| Ґерхард Клеппінґер (Gerhard Kleppinger)        | 01.03.1958      | 21.02.1994      | 01.05.1996         | Підвищення в Регіоналлігу Зюд (1994)                                                                                       |
| Макс Рейхенберґер (Max Reichenberger)          | 24.01.1948      | 03.05.1996      | 10.10.1996         | |
| Мартін Бремер (Martin Bremer)                  | 11.05.1954      | 11.10.1996      | 16.10.1996         | |
| Лотар Бухманн                                  | 15.08.1936      | 17.10.1996      | 17.05.1998         | Пониження в Оберлігу Гессен (1998)                                                                                         |
| Славко Петровіч (Slavko Petrović)              | 10.08.1958      | 18.05.1998      | 12.10.1999         | Підвищення в Регіоналлігу Зюд (1999)                                                                                       |
| Еккгард Кравцун                                | 13.01.1941      | 12.10.1999      | 27.05.2000         | |
| Міхаель Файхтенбайнер (Michael Feichtenbeiner) | 09.07.1960      | 27.05.2000      | 23.04.2002         | |
| Ганс Вернер Мозер (Hans Werner Moser)          | 24.09.1965      | 21.05.2002      | 09.04.2003         | |
| Бруно Лаббадіа (Bruno Labbadia)                | 08.02.1966      | 28.05.2003      | 31.06.2006         | Пониження в Оберлігу Гессен (2003) Підвищення в Регіоналлігу Зюд (2004)                                                    |
| Джіно Леттіері (Gino Lettieri)                 | 23.12.1966      | 01.07.2006      | 05.10.2006         | |
| Ґерхард Клеппінґер                             | 01.03.1958      | 06.10.2006      | 20.04.2009         | Пониження в Оберлігу Гессен 2007 Підвищення в Регіоналлігу Зюд 2008                                                        |
| Живоїн Юшкіч (Živojin Juškić)                  | 16.12.1969      | 21.04.2009      | 20.03.2010         | |
| Коста Руньяк (Kosta Runjaic)                   | 04.06.1971      | 23.03.2010      | 03.09.2012         | Підвищення в Бундеслігу 3 (2010—2011)                                                                                      |
| Юрґен Зееберґер (Jürgen Seeberger)             | 25.03.1965      | 05.09.2012      | 17.12.2012         | |
| Дірк Шустер (Dirk Schuster)                    | 29.12.1967      | 28.12.2012      | 02.06.2016         | Підвищення в Бундеслігу 2 (2014—2015) Підвищення в Бундеслігу 1 (2015—2016)                                                |
| Норберт Майєр (Norbert Meier)                  | 20.09.1958      | 10.06.2016      | 5.12.2916          | |
| Рамон Берндрот (Ramon Berndroth)               | 24.03.1952      | 5.12.2016       | 27.12.2016         | |
| Торстен Фрінгс (Torsten Frings)                | 22.11.1976      | 3.01.2017       | 9.12.2017          | |
| Дірк Шустер (Dirk Schuster)                    | 29.12.1967      | 12.12.2017      | 18.02.2019         | |
| Дімітріос Граммозіс (Dimitrios Grammozis)      | 8.07.1978       | 24.02.2019      |                    | |

## Клубна інфраструктура
Від часів свого заснування «Дармштадт 98» перетворився із студентського провінційного спортивного клубу в професійний спортивний клуб із розгалуженою структурою, видами спорту та численними акціонерами. Діяльність клубу здійснюється на основі його Статуту та чинного законодавства Німеччини.

### Розташування/адреса
Офіс знаходиться на території спортивного комплексу, вибудованого довкола власного стадіону. Відтак більшість споруд та вся інфраструктура розташовані компактно в одному районі.
- Адреса: Nieder-Ramstädter Straße 170
- Індекс: 64285 Darmstadt
- E-Mail: info(at)sv98.de
- Internet: http://www.sv98.de [Архівовано 25 лютого 2011 у Wayback Machine.]

### Керівництво
| Прізвище                                    | Посада               |
| ------------------------------------------- | -------------------- |
| Тренери і персонал                          |                      |
| Норберт Майєр (Norbert Meier)               | тренер               |
| Франк Гайнеманн (Frank Heinemann)           | помічник тренера     |
| Ефтіміос Комподетас (Efthimios Kompodietas) | помічник тренера     |
| Кай Петер Шмітц (Kai Peter Schmitz)         | атлетик-тренер       |
| Дімо Вахе (Dimo Wache)                      | тренер воротарів     |
| Гельмут Кох (Helmut Koch)                   | менеджер             |
| Утц Пфайфер (Utz Pfeiffer)                  | менеджер             |
| Міхаель Вейнгарт (Dr. Michael Weingart)     | головний лікар       |
| Керівництво                                 |                      |
| Клаус Фріч Рюдигер (Klaus Rüdiger Fritsch)  | президент            |
| Маркус Пфітцнер (Markus Pfitzner)           | віце-президент       |
| Фолкер Гарр (Volker Harr)                   | віце-президент       |
| Анне Бауман (Anne Baumann)                  | фінансовий офіс      |
| Вольфган Арнольд (Wolfgang Arnold)          | відділ аматорів      |
| Уве Кул (Uwe Kuhl)                          | дитячо-юнацька школа |

Список колишніх президентів клубу:
| Персона                                        | Рік народження | Очолив клуб | Полишив кермувати клубом |
| ---------------------------------------------- | -------------- | ----------- | ------------------------ |
| Карл Енсграбер (Dr. Karl Ensgraber)            | невідомо       | 1898        | 1905                     |
| Пауль Фріцкер (Paul Fricker)                   | невідомо       | 1905        | 1914                     |
| Людвіг Юбітц (Ludwig Jubitz)                   | 02.08.1889     | 1919        | 1920                     |
| Франц Шмітт (Franz Schmitt)                    | 23.10.1888     | 1920        | 1922                     |
| Ернст Мікель (Dr. Ernst Mickel)                | 23.10.1882     | 1922        | 1928                     |
| Карл Гесс (Dr. Karl Hess)                      | 13.01.1900     | 1928        | 1933                     |
| Ернст Вебке (Ernst Wöbke)                      | 03.04.1885     | 1933        | 1934                     |
| Пітер Ротер (Peter Reuter)                     | 27.08.1895     | 1934        | 1936                     |
| Рудольфо Вейз (Rudolf Veith)                   | 21.06.1888     | 1936        | 1939                     |
| Карл Грюневолд (Dr. Karl Grünewald)            | 05.06.1889     | 1939        | 1945                     |
| Йозеф Ріхтер (Joseph Richter)                  | 25.12.1907     | 1945        | 1948                     |
| Карл Грюневолд (Dr. Karl Grünewald)            | 05.06.1889     | 1948        | 1962                     |
| Адам Кекк (Adam Keck)                          | 23.11.1913     | 1962        | 1968                     |
| Якоб Вільгельм Менглер (Jakob Wilhelm Mengler) | 26.01.1915     | 1968        | 1976                     |
| Георг Шафер (Georg Schäfer)                    | 02.05.1919     | 1976        | 1982                     |
| Вернер Ламперт (Werner Lampert)                | 26.05.1932     | 1982        | 1983                     |
| Хорст Рьодель (Horst Rödel)                    | 07.08.1935     | 1983        | 1985                     |
| Ганс-Йоахім Шмітт (Hans-Joachim Schmitt)       | 05.01.1937     | 1985        | 1989                     |
| Вальтер Крьогер (Walter Kröger))               | 03.07.1934     | 1989        | 1990                     |
| Вальтер Грімм (Walter Grimm)                   | 28.06.1939     | 1991        | 2006                     |
| Уве Везінгер (Uwe Wiesinger)                   | 08.11.1953     | 2006        | 2007                     |
| Ганс Кесслер (Hans Kessler)                    | 03.08.1949     | 2007        | 2012                     |
| Рюдігер Фріч (Rüdiger Fritsch)                 | 10.07.1961     | 2012        |                          |

## «Дармштадт 98» і Україна
Здавалося, маловідомий футбольний клуб із нетрів Бундесліги, мало що пов'язуватиме з Україною, але кілька цікавих фактів це спростовують:
- За «Дармштадт 98» виступав Луїс Бербарі (перший американський легіонер чемпіонату України з футболу), який грав в полтавській «Ворсклі»[34]
- Герберт Пампух (Herbert Pampuch) — син вихідців з України, грав тривалий час за «Дармштадт 98» (провів 5 сезонів, зіграв 84 гри і забив 5 голів)
- Влітку 2016 року футболку «лілій» зодягнув гравець українського клубу Дніпро — Артем Федецький[35][36]. Якому, після штучного «банкротства» клубу олігархом Коломойським, довелося самотужки впорядковувати свою футбольну кар'єру[37], тож у статусі вільного агента (тільки так вдалося вирвати трансферний лист з розваленого клубу) він перебрався до Німеччини. Згідно підписаного однорічного контракту[38], він гратиме за клуб, де матиме чимало ігрової практики і зможе далі потрапляти до збірної своєї країни[39]. 30 липня 2016 року Артем вперше зодягнув футболку «лілій», в контрольній грі на передсезонному зборі[40], і почав освоюватися в новій команді[41]. Німецький клуб покладав великі сподівання на українського оборонця. Тренерський штаб "Дармштадту" почав підбирати потужний склад після повернення до Бундесліги. Волинянина бачили у колективі в основі, але все ж за 16 матчів Федецькому так й не вдалося себе яскраво проявити та бодай одного разу вразити ворота суперників.
- Наприкінці літа 2016 року футболку «лілій» зодягнув другий українець — Денис Олійник[42]. Якому, довелося самотужки впорядковувати свою футбольну кар'єру, у статусі вільного агента він перебрався з нідерландського «Вітеса» до Німеччини[43]. Згідно підписаного однорічного контракту[44], він гратиме в омріяній лізі та за клуб[45], де матиме чимало ігрової практики[46] і зможе повернутися до збірної своєї країни.
- Кінець літа 2016 року, а футболку «лілій» зодягнув уже третій українець — Ігор Березовський[47]. Який постоявши на воротах в українських клубах: київську Оболонь, а також кропивницькі Зірка та Олімпік, в 20010 році перебрався закордон, погравши за варшавську Легію, згодом переїхав до Бельгії і захищав кольори Льєрса. Відчуваючи, що втрачає ігрову практику, йому довелося самотужки впорядковувати свою футбольну кар'єру, у статусі вільного агента він перебрався з бельгійського «Сент-Трюйдена» до Німеччини[48]. Згідно підписаного однорічного контракту[49], він гратиме під 24 номером у найсильнішій лізі Європи, за клуб де матиме чимало ігрової практики для продовження своєї футбольної кар'єри.